# Álvaro Dávila de Ágreda
Álvaro Dávila de Ágreda, IX marqués de Villamarta-Dávila fue un aristócrata español perteneciente al linaje de los Dávila de Jerez de la Frontera, una de las familias más relevantes de dicha ciudad desde que se establecieron con la repoblación de Alfonso X el Sabio.

## Biografía
Nace en la casa palacio de sus padres de la calle Porvera de Jerez de la Frontera el 30 de abril de 1865. Su padre fue Álvaro Dávila y Pérez de Grandallana, VIII marqués de Villamarta-Dávila, VIII marqués de Mirabal y IX conde de Villafuente Bermeja, caballero gran cruz de la Real Orden de Isabel La Católica y caballero de la Real Maestranza de Caballería de Ronda. Su madre Francisca de Caracciolo de Ágreda y Balleras era bisnieta del comerciante camerano Simón de Ágreda y Martínez de Cabezón, caballero divisero hijodalgo del Antiguo e Ilustre Solar de Tejada, fundador de las escuelas gratuitas de San Román de Cameros, su localidad natal.
En el año 1877, siguiendo la tradición familiar, ingresa como caballero maestrante en la Real Maestranza de Caballería de Ronda y al año siguiente sucede por distribución en el título nobiliario de marqués de Villamarta-Dávila al fallecimiento de su padre.
El 22 de mayo de 1888, contrajo matrimonio en Jerez de la Frontera con María de los Ángeles Garvey y González de la Mota, hija de María de la Consolación González de la Mota y Velázquez-Gaztelu y de Patricio Garvey Capdepont.
En el año 1914 formó una importante ganadería de toros bravos, al comprar más de trescientas cabeza de ganado de Murube, Urcola y Medina Garvey, que cruzó con sementales de Parladé y posteriormente con reses del Conde de Santa Coloma. Creó entonces uno de los encastes andaluces más genuinos al combinar y amalgamar estas razas de toros de lidia.
En el año 1923 el ayuntamiento de Jerez de la Frontera lo propone como alcalde de la ciudad. Su iniciativa más emblemática, siguiendo la propuesta del rey Alfonso XIII fue la construcción de un nuevo teatro en la ciudad, que acometió con su propio capital después de que el Ayuntamiento decidiera no asumir el proyecto. Así el nuevo teatro Villamarta se inauguró el 11 de febrero de 1928, con la presencia de su primo segundo el general Miguel Primo de Rivera Orbaneja Sobremonte y Pérez de Grandallana, II marqués de Estella, Presidente del Consejo de Ministros. 
Cuando se traslada a Sevilla encarga al arquitecto Aníbal González Álvarez-Ossorio la construcción de un palacio de estilo modernista en la avenida de los Reyes Católicos donde fallece el 2 de mayo de 1935 a la edad de 70 años.
| Predecesor: Álvaro Dávila y Pérez de Grandallana | marqués de Villamarta-Dávila 1888-1935 | Sucesor: Álvaro Dávila y Garvey |

## Ancestros de Álvaro Dávila de Ágreda, IX marqués de Villamarta-Dávila
|  | |  |  |  |  |  |  |  |  |  |  |  |  |  |  |  |
|  | 16. Álvaro Dávila y Guzmán, V marqués de Villamarta Dávila                                                                    |  |  |  |  |  |  |  |  |  |  |  |  |  |  |  |
|  | |  |  |  |  |  |  |  |  |  |  |  |  |  |  |  |
|  | |  |  |  |  |  |  |  |  |  |  |  |  |  |  |  |
|  | 8. Álvaro Dávila y Núñez de Villavicencio, VI marqués de Villamarta Dávila, VI de Mirabal y VII conde de Villafuente Bermeja  |  |  |  |  |  |  |  |  |  |  |  |  |  |  |  |
|  | |  |  |  |  |  |  |  |  |  |  |  |  |  |  |  |
|  | |  |  |  |  |  |  |  |  |  |  |  |  |  |  |  |
|  | 17. María Núñez de Villavicencio y Fernández de Villavicencio                                                                 |  |  |  |  |  |  |  |  |  |  |  |  |  |  |  |
|  | |  |  |  |  |  |  |  |  |  |  |  |  |  |  |  |
|  | |  |  |  |  |  |  |  |  |  |  |  |  |  |  |  |
|  | 4. Álvaro Dávila y Adorno, VII marqués de Villamarta Dávila, VII de Mirabal y VIII conde de Villafuente Bermeja               |  |  |  |  |  |  |  |  |  |  |  |  |  |  |  |
|  | |  |  |  |  |  |  |  |  |  |  |  |  |  |  |  |
|  | |  |  |  |  |  |  |  |  |  |  |  |  |  |  |  |
|  | 18. Agustín Adorno y López de Espínola, V conde de Montegil                                                                   |  |  |  |  |  |  |  |  |  |  |  |  |  |  |  |
|  | |  |  |  |  |  |  |  |  |  |  |  |  |  |  |  |
|  | |  |  |  |  |  |  |  |  |  |  |  |  |  |  |  |
|  | 9. Juana de Dios Adorno y Ponce de León                                                                                       |  |  |  |  |  |  |  |  |  |  |  |  |  |  |  |
|  | |  |  |  |  |  |  |  |  |  |  |  |  |  |  |  |
|  | |  |  |  |  |  |  |  |  |  |  |  |  |  |  |  |
|  | 19. Mariana Ponce de León y Ponce de León                                                                                     |  |  |  |  |  |  |  |  |  |  |  |  |  |  |  |
|  | |  |  |  |  |  |  |  |  |  |  |  |  |  |  |  |
|  | |  |  |  |  |  |  |  |  |  |  |  |  |  |  |  |
|  | 2. Álvaro Dávila y Pérez de Grandallana, VIII marqués de Villamarta Dávila, VIII de Mirabal y IX conde de Villafuente Bermeja |  |  |  |  |  |  |  |  |  |  |  |  |  |  |  |
|  | |  |  |  |  |  |  |  |  |  |  |  |  |  |  |  |
|  | |  |  |  |  |  |  |  |  |  |  |  |  |  |  |  |
|  | 20. Francisco Pérez de Grandallana y Sierra                                                                                   |  |  |  |  |  |  |  |  |  |  |  |  |  |  |  |
|  | |  |  |  |  |  |  |  |  |  |  |  |  |  |  |  |
|  | |  |  |  |  |  |  |  |  |  |  |  |  |  |  |  |
|  | 10. Francisco José Pérez de Grandallana y Fontecha                                                                            |  |  |  |  |  |  |  |  |  |  |  |  |  |  |  |
|  | |  |  |  |  |  |  |  |  |  |  |  |  |  |  |  |
|  | |  |  |  |  |  |  |  |  |  |  |  |  |  |  |  |
|  | 21. Inés Fontecha y Henestrosa                                                                                                |  |  |  |  |  |  |  |  |  |  |  |  |  |  |  |
|  | |  |  |  |  |  |  |  |  |  |  |  |  |  |  |  |
|  | |  |  |  |  |  |  |  |  |  |  |  |  |  |  |  |
|  | 5. Josefa Pérez de Grandallana y Angulo                                                                                       |  |  |  |  |  |  |  |  |  |  |  |  |  |  |  |
|  | |  |  |  |  |  |  |  |  |  |  |  |  |  |  |  |
|  | |  |  |  |  |  |  |  |  |  |  |  |  |  |  |  |
|  | 22. Pablo de Angulo y Poblaciones                                                                                             |  |  |  |  |  |  |  |  |  |  |  |  |  |  |  |
|  | |  |  |  |  |  |  |  |  |  |  |  |  |  |  |  |
|  | |  |  |  |  |  |  |  |  |  |  |  |  |  |  |  |
|  | 11. Petronila de Angulo y Astorga                                                                                             |  |  |  |  |  |  |  |  |  |  |  |  |  |  |  |
|  | |  |  |  |  |  |  |  |  |  |  |  |  |  |  |  |
|  | |  |  |  |  |  |  |  |  |  |  |  |  |  |  |  |
|  | 23. Josefa de Astorga y Argumedo                                                                                              |  |  |  |  |  |  |  |  |  |  |  |  |  |  |  |
|  | |  |  |  |  |  |  |  |  |  |  |  |  |  |  |  |
|  | |  |  |  |  |  |  |  |  |  |  |  |  |  |  |  |
|  | 1. Álvaro Dávila de Ágreda, IX marqués de Villamarta-Dávila                                                                   |  |  |  |  |  |  |  |  |  |  |  |  |  |  |  |
|  | |  |  |  |  |  |  |  |  |  |  |  |  |  |  |  |
|  | |  |  |  |  |  |  |  |  |  |  |  |  |  |  |  |
|  | 24. Simón de Ágreda y Martínez de Cabezón                                                                                     |  |  |  |  |  |  |  |  |  |  |  |  |  |  |  |
|  | |  |  |  |  |  |  |  |  |  |  |  |  |  |  |  |
|  | |  |  |  |  |  |  |  |  |  |  |  |  |  |  |  |
|  | 12. José Antonio de Ágreda y Ximénez-Chantre                                                                                  |  |  |  |  |  |  |  |  |  |  |  |  |  |  |  |
|  | |  |  |  |  |  |  |  |  |  |  |  |  |  |  |  |
|  | |  |  |  |  |  |  |  |  |  |  |  |  |  |  |  |
|  | 25. María Josefa Ximénez-Chantre de Guzmán y Tinoco                                                                           |  |  |  |  |  |  |  |  |  |  |  |  |  |  |  |
|  | |  |  |  |  |  |  |  |  |  |  |  |  |  |  |  |
|  | |  |  |  |  |  |  |  |  |  |  |  |  |  |  |  |
|  | 6. Gonzalo de Ágreda y Dominé                                                                                                 |  |  |  |  |  |  |  |  |  |  |  |  |  |  |  |
|  | |  |  |  |  |  |  |  |  |  |  |  |  |  |  |  |
|  | |  |  |  |  |  |  |  |  |  |  |  |  |  |  |  |
|  | 26. Saturnino de Dominé y Boninfant                                                                                           |  |  |  |  |  |  |  |  |  |  |  |  |  |  |  |
|  | |  |  |  |  |  |  |  |  |  |  |  |  |  |  |  |
|  | |  |  |  |  |  |  |  |  |  |  |  |  |  |  |  |
|  | 13. Francisca de Caracciolo Dominé y Mena                                                                                     |  |  |  |  |  |  |  |  |  |  |  |  |  |  |  |
|  | |  |  |  |  |  |  |  |  |  |  |  |  |  |  |  |
|  | |  |  |  |  |  |  |  |  |  |  |  |  |  |  |  |
|  | 27. Trinidad de Mena y de Gola                                                                                                |  |  |  |  |  |  |  |  |  |  |  |  |  |  |  |
|  | |  |  |  |  |  |  |  |  |  |  |  |  |  |  |  |
|  | |  |  |  |  |  |  |  |  |  |  |  |  |  |  |  |
|  | 3. Francisca de Caracciolo de Ágreda y Balleras                                                                               |  |  |  |  |  |  |  |  |  |  |  |  |  |  |  |
|  | |  |  |  |  |  |  |  |  |  |  |  |  |  |  |  |
|  | |  |  |  |  |  |  |  |  |  |  |  |  |  |  |  |
|  | 28. Guillermo Esteban Bailleres                                                                                               |  |  |  |  |  |  |  |  |  |  |  |  |  |  |  |
|  | |  |  |  |  |  |  |  |  |  |  |  |  |  |  |  |
|  | |  |  |  |  |  |  |  |  |  |  |  |  |  |  |  |
|  | 14. Juan Balleras y Ghissely                                                                                                  |  |  |  |  |  |  |  |  |  |  |  |  |  |  |  |
|  | |  |  |  |  |  |  |  |  |  |  |  |  |  |  |  |
|  | |  |  |  |  |  |  |  |  |  |  |  |  |  |  |  |
|  | 29. María Teresa Ghissely |  |  |  |  |  |  |  |  |  |  |  |  |  |  |  |
|  | |  |  |  |  |  |  |  |  |  |  |  |  |  |  |  |
|  | |  |  |  |  |  |  |  |  |  |  |  |  |  |  |  |
|  | 7. Enriqueta Balleras y Monroy                                                                                                |  |  |  |  |  |  |  |  |  |  |  |  |  |  |  |
|  | |  |  |  |  |  |  |  |  |  |  |  |  |  |  |  |
|  | |  |  |  |  |  |  |  |  |  |  |  |  |  |  |  |
|  | 30. Francisco Javier Monroy                                                                                                   |  |  |  |  |  |  |  |  |  |  |  |  |  |  |  |
|  | |  |  |  |  |  |  |  |  |  |  |  |  |  |  |  |
|  | |  |  |  |  |  |  |  |  |  |  |  |  |  |  |  |
|  | 15. María de los Dolores Monroy y Navarro                                                                                     |  |  |  |  |  |  |  |  |  |  |  |  |  |  |  |
|  | |  |  |  |  |  |  |  |  |  |  |  |  |  |  |  |
|  | |  |  |  |  |  |  |  |  |  |  |  |  |  |  |  |
|  | 31. María Navarro |  |  |  |  |  |  |  |  |  |  |  |  |  |  |  |
|  | |  |  |  |  |  |  |  |  |  |  |  |  |  |  |  |
|  | |  |  |  |  |  |  |  |  |  |  |  |  |  |  |  |